# Орсини д’Арагона, Доменико
Доменико Орсини д’Арагона (итал. Domenico Orsini d'Aragona; 5 июня 1719, Неаполь, Неаполитанское королевство — 10 января 1789, Рим, Папская область) — итальянский куриальный кардинал. Внучатый племянник Папы Бенедикта XIII. Кардинал-дьякон с 9 сентября 1743, с титулярной диаконией Санти-Вито-Модесто-э-Крешенция с 15 июня 1744 по 26 ноября 1753. Кардинал-дьякон с титулярной диаконией Сан-Никола-ин-Карчере с 26 ноября 1753 по 24 января 1763. Кардинал-дьякон с титулярной диаконией Санта-Мария-ад-Мартирес с 24 января 1763 по 17 февраля 1777. Кардинал-дьякон с титулярной диаконией Сант-Агата-ин-Субурра с 17 февраля 1777 по 17 февраля 1777. Кардинал-дьякон с титулярной диаконией Санта-Мария-ин-Виа-Лата с 13 декабря 1779. Кардинал-протодьякон с 13 декабря 1779.